# Kevin Maltsev
Pour les articles homonymes, voir Maltsev.
Kevin Maltsev est un sauteur à ski estonien, né le 4 juillet 2000 à Elva.

## Biographie
Licencié au club de sa ville natale Elva, Maltsev saute à ses premières compétitions internationales en 2015 et commence aux Championnats du monde junior en 2016. Il inscrit ses premiers points dans la Coupe continentale en 2017 à Erzurum et réalise son meilleur résultat à Zakopane en mars 2019 (13e).
En 2018, il fait ses débuts aux Jeux olympiques à Pyeongchang, où il échoue en qualifications sur le petit tremplin (56e) et est disqualifié sur le grand tremplin.
En 2019, il prend part aux Championnats du monde à Seefeld pour sa première participation, terminant notamment trentième sur le tremplin normal.
Il fait ses débuts dans une phase finale de Coupe du monde en janvier 2021 à Lahti.
Au niveau national, il remporte son premier titre estival en 2018 et hivernal en 2019.

## Palmarès

### Jeux olympiques
| Épreuve / Édition | Pyeongchang 2018 | Pékin 2022 |
| Petit tremplin    | 56e              | 40e        |
| Grand tremplin    | Disqualifié      | 37e        |
| Par équipes       | -                | -          |

### Championnats du monde
| Épreuve / Édition | Seefeld 2019 |
| Petit tremplin    | 30e          |
| Grand tremplin    | 44e          |

### Championnats du monde de vol à ski
| Épreuve / Édition | Vikersund 2022 |
| Individuel        | 32e            |
| Par équipes       | -              |

### Coupe du monde

#### Différents classements en Coupe du monde
| Année     | Classement général final |
| 2022-2023 | 85e                      |